# Aristidis Akratopoulos
Aristidis Akratopoulos (en griego: Αριστείδης Ακρατόπουλος) fue un tenista griego que compitió en los Juegos Olímpicos de Atenas de 1896.
Akratopoulos disputó el torneo individual y el de dobles, del programa de tenis. En la primera ronda del torneo individual, venció al australiano Teddy Flack. En cuartos de final cayó derrotado por su compatriota Konstantinos Paspatis.
En el torneo de dobles, formó pareja junto a su hermano Konstantinos, y cayeron en primera ronda ante el alemán Friedrich Traun y el inglés John Pius Boland